# Pseuderanthemum acuminatissimum
Pseuderanthemum acuminatissimum es una especie de planta floral del género Pseuderanthemum, familia Acanthaceae.
Se encuentra en Sumatra, Java, Laos y Vietnam.